# Cryptoblepharus ahli
Cryptoblepharus ahli là một loài thằn lằn trong họ Scincidae. Loài này được Mertens mô tả khoa học đầu tiên năm 1928.